# Jurga
Jurga is een plaats in de gemeente Vojnić in de Kroatische provincie Karlovac. De plaats telt 170 inwoners (2001).